# Federico Chiesa
Federico Chiesa (født 25. oktober 1997) er en italiensk professionel fodboldspiller, som spiller for Premier League-klubben Liverpool og Italiens landshold.

## Klubkarriere

### Fiorentina
Chiesa begyndte sin karriere hos Fiorentina, og gjorde sin professionelle debut med klubben i august 2016. Han imponerede efter sin debut, og blev hurtigt etableret som en fast mand på holdet.
Chiesa scorede den 30. januar 2019 det første hattrick i sin karriere, da Fiorentina slog Roma med 7-1 i en Coppa Italia-kamp.

### Juventus
Chiesa skiftede i oktober 2020 til Juventus på en toårig lejeaftale med en købsobligation efter de to sæsoner. Han debuterede for Juventus den 17. oktober i en kamp mod Crotone, hvor han assisterede et mål, og senere i kampen blev givet et direkte rødt kort.
Den 19. maj 2021 scorede Chiesa det vindene mål i Coppa Italia finalen, da Juventus slog Atalanta 2-1.

### Liverpool
Chiesa skiftede i august 2024 til Liverpool.

## Landsholdskarriere

### Ungdomslandshold
Chiesa har repræsenteret Italien på flere ungdomsniveauer.

### Seniorlandshold
Chiesa debuterede for Italiens landshold den 23. maj 2018.
Chiesa var del af Italiens trup som vandt EM 2020. Han scorede sit første mål i turneringen i ottendedelsfinalekampen imod Østrig. Dette var 25 år og 12 dage efter at hans far, Enrico Chiesa, havde scoret i turneringen, og de blev dermed den første far-søn duo til begge score ved EM.

## Privat
Federico Chiesa er søn af den tidligere professionelle fodboldspiller Enrico Chiesa.

## Titler
Juventus
- Coppa Italia: 2 (2020-21, 2023-24)
- Supercoppa Italiana: 1 (2020)

Italien
- Europamesterskabet: 1 (2020)

Individuelle
- Europamesterskabet Turneringens hold: 1 (2020)
- Serie A Årets hold: 1 (2020-21)